# Leif Rohlin
Leif Johan Rohlin (ur. 26 lutego 1968 w Västerås) – szwedzki hokeista, reprezentant Szwecji, olimpijczyk.
Jego syn Alexander (ur. 1995) także jest hokeistą.

## Kariera
- Västerås IK (1986-1995)
- Vancouver Canucks (1995-1997)
- HC Ambrì-Piotta (1997-2001)
- Djurgårdens IF (2001-2002)
- Södertälje SK (2002-2003)

Karierę rozpoczynał w Västerås IK. W 1988 był draftowany, a w 1995 przeniósł się do klubu NHL Vancouver Canucks. W swoim pierwszym sezonie wystąpił 56 razy zdobył 6 goli i zaliczył 16 asyst zdobywając 22 punkty w klasyfikacji kanadyjskiej. W kolejnym sezonie w 40 meczach zdobył 2 gole i 8 asyst zdobywając zaledwie 10 punktów klasyfikacji kanadyjskiej. Ogółem w NHL rozegrał 96 spotkań w których zdobył 32 punkty klasyfikacji kanadyjskiej 8 bramek i 24 asysty, a 40 minut spędził na ławce kar. Po zakończeniu występów w NHL w 1997 Rohlin został zawodnikiem szwajcarskiej drużyny HC Ambrì-Piotta i został jednym z najlepszych obrońców ligi. W Szwajcarii spędził 4 sezony. W 2001 wrócił do Szwecji i występował w Djurgårdens IF, a w sezonie 2002/2003 w Södertälje SK. Po sezonie 2002-2003 zakończył sportową karierę.
Uczestniczył w turniejach na zimowych igrzyskach olimpijskich 1994, mistrzostw świata w 1995, 2001 oraz Pucharu Świata 1996.
W latach 2007–2010 menedżer generalny macierzystego klubu VIK Västerås HK.

## Sukcesy
Reprezentacyjne
- Złoty medal zimowych igrzysk olimpijskich: 1994
- Srebrny medal mistrzostw świata: 1995
- Brązowy medal mistrzostw świata: 2001

Klubowe
- Złoty medal Allsvenskan: 1988 z Västerås
- Puchar Kontynentalny: 1999, 2000 z HC Ambrì-Piotta

Indywidualne
- Elitserien (1995/1995):
  - Pierwsze miejsce w klasyfikacji strzelców wśród obrońców w sezonie zasadniczym: 15 goli
  - Pierwsze miejsce w klasyfikacji kanadyjskiej wśród obrońców w sezonie zasadniczym: 30 punktów
- NLA (1997/1998):
  - Pierwsze miejsce w klasyfikacji asystentów wśród obrońców w sezonie zasadniczym: 29 asyst
  - Pierwsze miejsce w klasyfikacji kanadyjskiej wśród obrońców w sezonie zasadniczym: 36 punktów